# 宮脇舞依
宮脇 舞依（みやわき まい、1990年7月13日 - ）は、日本の女性バラエティタレント、モデル、兵庫県姫路市ご当地アイドル「KRD8」のリーダー、「姫路ふるさと大使」「国土交通省・C to SeaプロジェクトPRアンバサダー」を務める。お笑い芸人の陣内智則が叔父（母の弟）。ともくん、まいちゃんと呼び合う仲。兵庫県加古川市出身。

## 概要
陣内智則の姪。KRD8に入ることを相談された陣内は当初猛反対していた。現在は渋々、活動を認めている。『君と僕の唄』のMVでは本人役として特別出演している。
KRD8の1期生で3代目リーダー。独特の アニメ声と天真爛漫な性格で強いキャラクター性が特徴。新リーダー就任発表の際には陣内から「無理だと思います」と一言、祝辞のメッセージが届いた。
天然なキャラクターと達者な口で多くのテレビ番組に出演。一方、多彩な趣味、ヲタ活、サブカルに精通する面もある。
トークの締めは「おしまいまい」というのがお約束。叔父（母の弟にあたる）陣内のことを「ともくん」と呼び、たびたび昔の天然話やおっちょこちょいなエピソードを声高らかに語る。

## 略歴
2013年
- 10月、2014年のNHK大河ドラマ『軍師官兵衛』放送に伴い、姫路商工会議所青年部により企画されたKRD24プロジェクトによるアイドルプロジェクトに応募。
- 12月、合格。姫路市にゆかりのある18歳から26歳の13名で結成[6][7]。

2014年
- 2月、NHK「軍師官兵衛」大河ドラマ館にぎわいステージにて初ライブを行う。グループ名は「KRD8」と発表。
- 6月、KRD8 1stシングル発売でCDデビュー[8]。

2016年
- 1月、KRD8 3rdシングル『Never Ending Story』のカップリングCパターンでソロシングル披露。オリコンデイリーチャートで6位[9]。オリコンウィークリーチャートで12位[10][11]。兵庫県のご当地アイドルとして史上初の記録。初週CD実数売上枚数15,002枚[12][13]。
- 5月、「TOKYO IDOL FESTIVAL(TIF) 2016」の オフィシャルスピンオフイベント、「TOKYO IDOL FESTIVAL 2016　LOVES ❤ HIROSHIMA～男気も女気もあるけんねぇ～　Presented by JAPAN in Motion」にてグランプリを獲得。
- 7月、サンケイスポーツへ来社訪問。本格的な東京進出についてインタビュー[14]。
- 8月、「TOKYO IDOL FESTIVAL(TIF) 2016」に出演[15]。
- 11月1日、リリースされた4thシングル「君と僕の唄/花蝶願舞」のMVで叔父の陣内智則と初共演。陣内はKRD8を売れさせるプロデューサー役[3]。
  - 10月31日付オリコンデイリーチャート1位にランクイン[16]。
  - オリコンウィークリーチャート12位にランクイン[17]。

2017年
- 4月、新リーダーに就任[18]。
- 8月、TOKYO IDOL FESTIVAL 2017に出演。
- 11月4日、「姫路ふるさと大使」[19]に就任[20]。
- 11月29日 - 12月3日、初舞台「暁!!三國学園 オルタナティブ」に出演[21]。

## 人物
- 母はお笑い芸人の陣内智則の姉。
- 兵庫県姫路市ご当地アイドルKRD8に一期生メンバーとして応募。歴史好きが高じて「姫路の歴史の語り部」募集の一文をみて応募。あとでアイドルもすることを知った。
- KRD8の中では独特のアニメ声と天真爛漫な性格が強いキャラクター[22]。
- 絵を描く事が好き。漫画家のアシスタントをしたこともある。
- 趣味は、カラオケ、コスプレ、アニメのコスプレが好きで自作の衣装で撮影会も行う。好きなアニメは「ジョジョの奇妙な冒険シリーズ」『魁!!男塾』、推しキャラは江田島平八[23]。
- 特技は、イラスト、デザイン、3rdシングルの衣装デザインを担当。
- 目標とする人は、声優の水樹奈々。
- 愛称は「まいまい」。
- ガールズロックバンド・SCANDALのベーシストであるTOMOMIは、幼少期からの友人で、2人の地元である加古川で開催された「KAKOGAWA MUSIC FES 2025」の但陽信用金庫ステージでKRD8はトップバッター、SCANDALはトリを務め、同じステージに立つという夢を叶えている。

## レギュラー

### テレビ
- KRD8の半なまっ（CATV WINK）

### ラジオ
- FRI-BAN（BANBANラジオ）

## 単発

### テレビ
- ナカイの窓（日本テレビ） ※陣内智則と初共演
- WADAIの王国（TBS）
- COUNT DOWN TV（TBS） ※KRD8としての出演
- あほやねん!すきやねん!（NHK）
- 春のオシバン!～イチオシ（NHK）
- 新兵庫史を歩く（NHK）
- おしゃれイズム（日本テレビ）
- ピンポイント業界史　お怒りバンク（テレビ朝日）
- バズリズム（日本テレビ）
- 2時コレ!しっとぉ!?（サンテレビ）
- ヒメロケ綺談!（サンテレビ）
- 陣内&ケンコバが勝手にお祝い!!いらっしゃい!シン・テンマバシ（テレビ大阪）

### 舞台
- アリスインプロジェクト「暁!!三國学園 オルタナティブ[24]」（2017年11月29日 - 12月3日、in→dependent theatre 2nd） - 徐依先生 役

### ネット
- アリスインプロジェクト『オンライン学園バラエティ「アイガク！LIVE」』（2020年6月、YouTube、ニコニコ生放送）[25][26]

## ディスコグラフィー

### ソロ（宮脇舞依名義）
- シングル: KRD8「Never Ending Story」（2016年1月27日）
  - 初回限定盤Cカップリング曲「天真爛漫伝-導かれしまいまい」に収録参加

- 配信シングル: 宮脇舞依「だましあい」（2021年12月18日）
  - KRD8定期ライブ「ヒメ∞スタ」Vol.110～宮脇舞依生誕祭～で初披露されたソロ楽曲

### ユニット
- シングル:雨情華月＆宮脇舞依「starboat/君と宇宙に花束を」（2017年10月29日）